# Musselshell County
Musselshell County är ett administrativt område i delstaten Montana, USA, med 4 538 invånare. Den administrativa huvudorten (county seat) är Roundup. 

## Geografi
Enligt United States Census Bureau så har countyt en total area på 4 846 km². 4 836 km² av den arean är land och 10 km² är vatten. 

### Angränsande countyn
- Fergus County, Montana - nordväst
- Petroleum County, Montana - nord
- Rosebud County, Montana - öst
- Yellowstone County, Montana - syd
- Golden Valley County, Montana - väst